# Rhoicinaria rorerae
Rhoicinaria rorerae là một loài nhện trong họ Amaurobiidae.
Loài này thuộc chi Rhoicinaria. Rhoicinaria rorerae được H. Exline miêu tả năm 1950.